# Xylotrechus rufoapicalis
Xylotrechus rufoapicalis là một loài bọ cánh cứng trong họ Cerambycidae.